# تاو ارابه‌ران
تاو ارابه‌ران یک ستاره است که در صورت فلکی ارابه‌ران قرار دارد.